# The Holiday Collection
The Holiday Collection este un EP lansat de cântăreața pop Madonna. A fost lansat pentru a acompania colecția de hituri, The Immaculate Collection. Conține melodia Holiday, și cele trei melodii promovate de pe coloana sonoră, Who's That Girl.